# Лагард, Том
Томас Джозеф «Том» Лагард (англ. Thomas Joseph "Tom" LaGarde; родился 10 февраля 1955) ― бывший американский баскетбольный игрок, выступал в лиге НБА с 1977 по 1985 год. Выступал в составе баскетбольной команды университета Северной Каролины. Был отобран 9-м пиком в первом раунде драфта 1977 года клубом Денвер Наггетс.
Играл на позициях тяжёлого форварда и центрового. Проведя свой дебютный сезон с Наггетс, Лагард провёл следующие два сезона в составе клуба Сиэтл Суперсоникс.
В 1980 году он был отобран Даллас Маверикс в межсезонное время на расширенном драфте. Лагард был единственным членом команды, который сыграл во всех 82 матчах за Маверикс в их самом первом сезоне, состоявшемся в 1980-81 годах. Занял второе место в команде по очкам после Джима Спанаркеля и лидировал среди прочих игроков команды по подборам и блок-шотам.
В следующем сезоне Лагард уменьшил своё среднее время пребывания на матче до 19 минут и выступил всего лишь уже в 47 матчах за Маверикс.
Ушёл из баскетбола в 1985 году.
Том и его жена Хизер живут в городе Саксапахав, Северная Каролина, у них есть двое детей. Вместе они реконструировали старую мельницу, которая теперь представляет собой музыкальную площадку, вмещающую в себя 700 человек, и носит название «Haw River Ballroom».

## Статистика

### Статистика в НБА
| Сезон                                                                                    | Команда    | Регулярный сезон | Регулярный сезон | Регулярный сезон | Регулярный сезон | Регулярный сезон | Регулярный сезон | Регулярный сезон | Регулярный сезон | Регулярный сезон | Регулярный сезон | Регулярный сезон | Серия плей-офф | Серия плей-офф | Серия плей-офф | Серия плей-офф | Серия плей-офф | Серия плей-офф | Серия плей-офф | Серия плей-офф | Серия плей-офф | Серия плей-офф | Серия плей-офф |
| Сезон                                                                                    | Команда    | GP               | GS               | MPG              | FG%              | 3P%              | FT%              | RPG              | APG              | SPG              | BPG              | PPG              | GP             | GS             | MPG            | FG%            | 3P%            | FT%            | RPG            | APG            | SPG            | BPG            | PPG            |
| ---------------------------------------------------------------------------------------- | ---------- | ---------------- | ---------------- | ---------------- | ---------------- | ---------------- | ---------------- | ---------------- | ---------------- | ---------------- | ---------------- | ---------------- | -------------- | -------------- | -------------- | -------------- | -------------- | -------------- | -------------- | -------------- | -------------- | -------------- | -------------- |
| 1977/78                                                                                  | Денвер     | 77               |                  | 11,3             | 40,5             |                  | 76,0             | 2,8              | 0,6              | 0,2              | 0,2              | 4,0              | 9              |                | 8,6            | 52,6           |                | 71,4           | 2,0            | 0,8            | 0,0            | 0,2            | 2,8            |
| 1978/79                                                                                  | Сиэтл      | 23               |                  | 25,0             | 54,1             |                  | 60,0             | 8,3              | 1,4              | 0,3              | 0,8              | 11,0             | Не участвовал  | Не участвовал  | Не участвовал  | Не участвовал  | Не участвовал  | Не участвовал  | Не участвовал  | Не участвовал  | Не участвовал  | Не участвовал  | Не участвовал  |
| 1979/80                                                                                  | Сиэтл      | 82               |                  | 14,2             | 47,7             | -                | 65,7             | 3,8              | 1,1              | 0,2              | 0,4              | 4,7              | 14             |                | 11,6           | 37,0           | -              | 81,8           | 2,9            | 0,9            | 0,1            | 0,0            | 3,1            |
| 1980/81                                                                                  | Даллас     | 82               | 82               | 32,6             | 47,0             | -                | 64,9             | 8,1              | 2,9              | 0,4              | 0,5              | 13,7             | Не участвовал  | Не участвовал  | Не участвовал  | Не участвовал  | Не участвовал  | Не участвовал  | Не участвовал  | Не участвовал  | Не участвовал  | Не участвовал  | Не участвовал  |
| 1981/82                                                                                  | Даллас     | 47               | 28               | 19,3             | 42,0             | 0,0              | 51,8             | 4,5              | 1,0              | 0,4              | 0,4              | 6,6              | Не участвовал  | Не участвовал  | Не участвовал  | Не участвовал  | Не участвовал  | Не участвовал  | Не участвовал  | Не участвовал  | Не участвовал  | Не участвовал  | Не участвовал  |
| 1984/85                                                                                  | Нью-Джерси | 1                | 0                | 8,0              | 0,0              | -                | 50,0             | 2,0              | 0,0              | 0,0              | 0,0              | 1,0              | Не участвовал  | Не участвовал  | Не участвовал  | Не участвовал  | Не участвовал  | Не участвовал  | Не участвовал  | Не участвовал  | Не участвовал  | Не участвовал  | Не участвовал  |
|                                                                                          | Всего      | 312              | 110              | 19,9             | 46,2             | 0,0              | 64,0             | 5,1              | 1,5              | 0,3              | 0,4              | 7,6              | 23             |                | 10,4           | 41,5           | -              | 77,8           | 2,5            | 0,8            | 0,1            | 0,1            | 3,0            |
| Наведите курсор мыши на аббревиатуры в заголовке таблицы, чтобы прочесть их расшифровку. |            |                  |                  |                  |                  |                  |                  |                  |                  |                  |                  |                  |                |                |                |                |                |                |                |                |                |                |                |